# Jan Zmijka
Jan Zmijka (též Jan Źmijka či Johann Baptist Źmijka) (21. června 1837 – 12. listopadu 1888) byl polský katolický duchovní a publicista působící v Rakouském Slezsku.
Pocházel ze selské rodiny z Hradiště. Studoval na katolickém gymnáziu v Těšíně a následně teologii v Olomouci. Svěcení přijal roku 1860. Působil jako kaplan ve Fryštátě. V roce 1867 byl v Olomouci promován doktorem teologie. V roce 1876 se stal farářem v Lutyni. Později byl farářem v Karviné. V roce 1863 pronesl na jublejní pouti na Velehradě kázání k polským poutníkům. Vydával duchovní polskou literaturu (např. se zasloužil o třetí vydání kancionálu Antoniho Janusze). Je autorem drobného německého polemického teologického spisu Die Göttlichkeit des Christentums und die Nichtigkeit des Razionalismus oder des Naturalismus der Gegenwart (Těšín, 1865).
Je pohřben v Karviné-Dolech.